# Paul van Min
Paul van Min (17 september 1951) is een voormalig Nederlands tennisspeler. Hij was, met een onderbreking, internationaal actief van ca. 1970 tot 1981.

## Carrière
Van Min was bij de jeugd een van de betere Nederlandse tennisspelers. In het indoortoernooi van Parijs (voor spelers onder 21 jaar) van 1971 verloor hij in de kwartfinale van de Fransman Collinot.
Van Min nam eenmaal deel aan een grandslamtoernooi. Op Roland Garros (1971) verloor hij in de eerste ronde van de Oostenrijker Peter Pokorny, en op datzelfde toernooi verloor hij in de tweede ronde van het dubbelspel van de Amerikaans-Russische combinatie Cliff Richey-Alex Metreveli (in de eerste ronde hadden van Min en zijn partner John Ward een bye).
Hij ging daarna studeren aan de universiteit van Tennessee in Knoxville (Tennessee). In 1975 keerde hij terug naar de competitie. Hij verloor in juli 1975 in het kwalificatietoernooi van de open Nederlandse tenniskampioenschappen op 't Melkhuisje van de Argentijn Tito Vázquez. Aan het einde van het seizoen was hij negende op de Nederlandse ranglijst.
In 1978 verloor hij de finale van het toernooi op de Mets Tennisbanen van Scheveningen van de Zuid-Afrikaan Eddy Edwards.
Hij werd in 1979 nationaal tenniskampioen in het heren dubbel met als partner Theo Gorter. Hij speelde dat jaar ook eenmaal in de Davis Cup met Theo Gorter tegen Denemarken in Hilversum. Van Min en Gorter wonnen hun dubbelspel, en Nederland won de ontmoeting met 3-2.
Op het ABN World Tennis Tournament 1980 in Rotterdam verloor hij in de eerste ronde van de Fransman Georges Goven.
Zijn laatste officiële toernooi was dat van Perth (Australië) van 1981.